# 桜井一枝
桜井 一枝（さくらい かずえ、1946年〈昭和21年〉8月20日 - ）は、関西を中心に活動するフリーアナウンサー、タレント、ラジオパーソナリティ、ナレーター。
大阪テレビタレントビューローに長らく所属していたが、2018年3月の廃業を機に昭和プロダクションを経て、2023年に株式会社「一丁目一番地」へ移籍している。

## 来歴・人物
大阪市淀川区十三で生まれ育った後に、大阪府立東淀川高等学校から大谷女子短期大学英語科を経て、大阪テレビタレントビューロー（TTB）に所属した。軽妙な大阪弁と、主婦としての庶民的な感覚で、近畿地方のテレビ・ラジオ番組で長年活躍しているほか、幼い子供や若い女性のキャラクターボイスを得意とし、ナレーターとしても活動している。
MBSラジオでは、『ありがとう浜村淳です』の一部曜日で長らくアシスタントを担当する。『さてはトコトン菊水丸』（2009年3月まで同番組の後枠で放送されていた生ワイド番組）で「桜井さんは『ドラえもん』の声に似ているので、まるで浜村さんとドラえもんがトークしてるみたい」という投稿が紹介されたほどの濁声で、浜村淳のパートナーを務めてきた。ちなみに、TTBの解散後は、浜村が所属していた昭和プロダクションへ移籍した。さらに、昭和プロダクションで社長を務めた谷村淳司が「一丁目一番地」という芸能プロダクションを新たに立ち上げたことを受けて、2023年から浜村と共に一丁目一番地へ転じている。
また、MBSラジオの『土曜リクエスト』（1987年10月から2020年3月まで毎週土曜日の午後に編成されていた生放送による音楽リクエスト番組）シリーズで、32年半にわたってパーソナリティを担当。中でもシリーズ番組で共演した毎日放送の若手・中堅男性アナウンサーを「桜井チルドレン」と称するほどのやり取りを代々展開したことから、シリーズの終了に際しては、毎日放送社長（当時）の三村景一から「弊社の男性アナウンサーの育成に貢献した」という旨の感謝状が贈られた。
その一方で、ABCラジオの番組では、小山乃里子・高野あさお・永田まりの3名とセットで「ビューティー4（フォー）」と称されている。桜井のタレントデビュー直後に関西テレビのアナウンサーとして『4時だぜ!飛び出せ!!わいわいワイド』（同局で放送されていた「日本初」の子ども向けワイドショー番組）で共演していた桑原征平は、同局からの定年退職後に出演したABCラジオの番組やイベントで、桜井のことを（共演当時のふくよかな体型や太い脚から）「ピンコロビッチ」と呼んでいる。
『ありがとう浜村淳です』ではかつて、「十三の白雪姫」と呼ばれるなど、パーソナリティの浜村からそのことを定番のネタにされていた。2006年には地元・十三で撮影された映画『かぞくのひけつ』に、浜村とともに出演した。性病科の看護師役を任されたことから、出演番組ではネタ混じりで「女優デビューや」と言っている。
自他共に認める阪神タイガースの熱狂的なファンである。出演番組で同球団の話題が出ると、人が変わったかのような熱弁を振るうほどで、MBSラジオの番組・阪神戦中継では2016年から「十三の虎姫」と呼ばれている。阪神に捕手→コーチ→二軍監督→一軍監督として在籍していた矢野燿大（桜井と同じ大阪市の出身）が現役の捕手だった時期には、ラジオのレギュラー番組へ出演中にもかかわらず、公式戦のテレビ中継で矢野が登場するたびにラジオから「茶色い声」と呼ばれるほど激しい声援を送っていた。また、矢野のことを親しげに「矢野ちゃん」と呼んでいるため、矢野自身も桜井をファンとして「公認」する。MBSラジオの番組でインタビューを受けるたびに、「桜井さんに一言」というコメントを求められていた。『土曜リクエスト』シリーズの最終回（2020年3月14日放送分『桜井一枝&井上雅雄のるんるん土曜リクエスト ファイナル』）では、矢野から現役のスポーツアナウンサーでもある井上雅雄を介して、桜井を労うメッセージが伝えられている。
許永中とは高校の同級生である。

## 主な出演番組

### 現在

#### ラジオ
- ありがとう浜村淳です土曜日です（MBSラジオ）
  - 平日版への出演を再開したことに合わせて、2021年4月からアシスタントを担当した。
- Hit&Hit! 木曜パーソナリティ（ラジオ大阪、2020年4月2日 -  ）
  - 2019年10月から平日の午後に放送されてきた『原田年晴・髙岡美樹のHit&Hit!』シリーズに日替わりパーソナリティ制度を導入することに伴う起用で、2021年9月までは、当時編成されていた『桑原征平粋も甘いも』（朝日放送ラジオ）木曜分の裏番組でもあった。
  - オープニングの挨拶では、「心はいつも青春」というフレーズを枕詞代わりに使用する。また、『土曜リクエスト』で代々放送されてきた企画の一部（放送中に自ら叩く木琴の音色から曲名をリスナーに当てさせるクイズなど）を、放送局とタイトルを変えながら事実上継続している。

## 過去

### テレビ
- はっぴーまる得マーケット（MBSテレビ）
- おはようワイド・土曜の朝に（ABCテレビ、テレビ朝日系列。数少ない全国ネット番組への出演）
- ワイドABCDE〜す（ABCテレビ）
- 4時だぜ!飛び出せ!!わいわいワイド（関西テレビ、アシスタント）
- 8時です!生放送（J:COM関西、2009年7月から木曜日に出演）

### ラジオ

#### 朝日放送（ABCラジオ）
- ABCヤングリクエスト
- 日曜です歌謡曲昼一番
- 走る土リク・テレッカー
- 走る土曜リクエスト[1]
- 「ABCパワフルアフタヌーン」水曜枠の生ワイド番組
  - 三代澤・宮根・桜井のこころ晴天（1997年 - 2000年3月）
  - スラスラ水曜日（2000年4月 - 2010年3月）
- 日曜さくらい倶楽部
  - 2012年12月30日の最終回では、桜井が保管中のオープンリール式テープに収録されていた音源を基に、『ABCヤングリクエスト』を初めて担当した回のアナウンスの一部（リクエスト曲紹介）を放送した。

#### 毎日放送（MBSラジオ）
- おはよう!浜渦章盛です
- ごきげんさん!3時は笑福亭仁鶴です （金曜日）
- それゆけ![1]
- おはよう川村龍一です
- 気分はアクティブ!!
- 『土曜リクエスト』シリーズ（ 時さんのまるごとリクエスト→青ちゃんのてるてるリクエスト→ 西靖&桜井一枝のわくわく土曜リクエスト→河田直也&桜井一枝のうきうき土曜リクエスト→桜井一枝&井上雅雄のるんるん土曜リクエスト）パーソナリティ
  - 『うきうき土曜リクエスト』の放送日であった2010年8月28日には、声を出せなくなったため休演した。森川みどりが急遽代演した。桜井が病気でレギュラー番組への出演を見合わせたのは、この時が初めてである。
- 唐さん・一枝の艶歌でOH!きに　パーソナリティ（2020年9月まではレギュラーで毎週生放送）
- ノムラでノムラだ♪（2014年4月 - 2015年3月、パートナーとしてハイヒールリンゴと交互に隔週で火曜日に出演）
- MBSベースボールパーク（2014年 - 2019年、レギュラーゲスト）
  - 『うきうき土曜リクエスト』『るんるん土曜リクエスト』のパーソナリティ時代に、上記番組の放送枠で阪神甲子園球場・京セラドーム大阪の阪神主催試合を関西ローカルで中継する場合に出演。
- with Tigers MBSベースボールパーク みんなでホームイン!（2015・2016年度のナイターオフ番組、土曜レギュラー）
  - 『うきうき土曜リクエスト』の本番終了（17:43）から別番組をはさんで17:59に生放送を開始する関係で、2015年度には18:20頃からエンディングまで出演していた。森本尚太（当時毎日放送のスポーツアナウンサー）と共演する2016年度には、ラジオ番組のパーソナリティに初めて起用された森本のサポート役として、全編にわたって登場した。
- こんちわコンちゃんお昼ですょ!（2014年5月 - 2021年9月10日、週替わりパートナーとして月に1回のペースで金曜日に出演）
- 桜井一枝のそれそれ!?リクエスト（2020年4月13日 - 2021年3月15日）
  - 『マンデースペシャル2』（月曜日の20:00 - 20:55に編成される週替わりの特別番組枠）内で月に1回放送した。
- ありがとう浜村淳です（MBSラジオ）
  - 2002年10月から2013年9月25日まで月 - 水曜日、2021年4月から金曜日にアシスタントを担当した。月 - 木曜日のアシスタントを務めていた佐々木りつ子の産前産後休業を受けて、2023年9月からは木曜日のアシスタント代理を兼務している。

#### ラジオ大阪
- わっしょいスペシャル・ハイ本番! 水曜バチョン
- みんなでみんなでリクエスト バンザイ!歌謡曲
- あいあいスタジオ成瀬國晴です
- ぺらぺらリクエスト（金曜日）
- 桜井一枝の土曜なつメロ天国[1]
- 春蝶のだから土曜日→桜井一枝のだから土曜日

### CM
テレビ
- アメリカンホーム・ダイレクト（関西ローカル）

ラジオ
- mandai（万代／スーパーマーケット）

以下はMBSラジオのみで放送
- 再春館製薬所（痛散湯）
- 阪本漢方製薬（ドルチェ顆粒など）
- 宮滝ぽん酢
- 法律事務所ホームワン　　　　　　など